# Giuseppe Gambarini (1680-1725)
Pour les articles homonymes, voir Giuseppe Gambarini.
Ne doit pas être confondu avec Giuseppe  Gambarini (1902-1990).
Giuseppe Gambarini  ou Gioseffo Gambarini (né le 17 mars 1680 à Bologne, alors dans les États pontificaux et mort le 11 septembre 1725  à Casalecchio di Reno, près de Bologne) est un peintre italien qui a été actif au début du XVIIIe siècle dans la peinture de genre.

## Biographie
Giuseppe Gambarini a été un peintre italien de la fin de l'époque baroque, actif principalement à Bologne.
Il a été l'élève des peintres Lorenzo Pasinelli et Cesare Gennari.
Spécialiste de scènes de vie de la classe ouvrière et de la vie domestique, sa carrière a été écourtée par sa mort prématurée à l'âge de 45 ans.

## Œuvres
- Fresques, Palais Buonaccorsi, Macerata.
- Réjouissances paysannes,
- Musiciens dans un paysage,
- Dans la cave de vin, Musée des beaux-arts Pouchkine, Moscou.
- Automne,
- Jeune Fille offrant des œufs à des moines
- Religieux quêteurs à qui une jeune fille donne des œufs (1715 à 1720), Musée du Louvre, Paris.

## Sources
- (en) Cet article est partiellement ou en totalité issu de l’article de Wikipédia en anglais intitulé « Giuseppe Gambarini » (voir la liste des auteurs).